# 테리사 리베크
테리사 리베크(Theresa Rebeck, 1958년 2월 19일 ~ )는 미국의 극작가, 텔레비전 작가, 소설가이다.

## 경력
1976년 우르술린 아카데미를 졸업하고 그해부터 1980년까지 노트르담 대학교에서 배우기 시작하여 1980년에 졸업했다. 또한 브랜다이스 대학교에서 다시 배우기 시작항 1983년에 마스터 오브 아트, 1986년에 미술학 석사 학위를 받았다.